# Монте-Коломбо
Монте-Коломбо (итал. Monte Colombo) —  коммуна в Италии, располагается в регионе Эмилия-Романья, подчиняется административному центру Римини. 
Население составляет 1896 человек, плотность населения составляет 172 чел./км². Занимает площадь 11 км². Почтовый индекс — 47040. Телефонный код — 0541.
Покровителем коммуны почитается святитель Мартин Турский, празднование 11 ноября.